# Кортес, Брайан
Бра́йан Хосуэ́ Корте́с Ферна́ндес (исп. Brayan Josué Cortés Fernández; 11 марта 1995, Икике) — чилийский футболист, вратарь клуба «Коло-Коло» и сборной Чили.

## Клубная карьера
Кортес — воспитанник клуба «Депортес Икике» из своего родного города. 21 июля 2013 года в матче Кубка Чили против «Антофагасты» он дебютировал за команду, заменив получившего травму Родриго Нараньо. В том же сезоне Брайан стал обладателем национального кубка. 30 марта 2014 года в матче против «Ньюбленсе» он дебютировал в чилийской Примере. В начале 2018 года Кортес перешёл в «Коло-Коло». 6 мая в матче против «Эвертона» из Винья-дель-Мар он дебютировал за новую команду. В 2022 году Брайан помог клубу выиграть чемпионат. 

## Международная карьера
В начале 2013 года Кортес в составе молодёжной сборной Чили принял участие в молодёжном чемпионате Южной Америки в Аргентине. На турнире он сыграл в матче против команды Парагвая и был признан лучшим футболистом поединка. Летом того же года Брайан принял участие в молодёжном чемпионате мира в Турции. На турнире он был запасным вратарём и на поле не вышел.
В начале 2015 года Кортес во второй раз принял участие в молодёжном чемпионате Южной Америки в Уругвае. На турнире он был запасным и не сыграл ни минуты.
17 октября 2018 года в товарищеском матче против сборной Мексики Кортес дебютировал за сборную Чили. В 2019 году в составе сборной Кортес принял участие в Кубке Америки в Бразилии. На турнире он был запасным и на поле не вышел.
В 2023 году в составе олимпийской сборной Чили Кортес принял участие в домашних Панамериканских играх. На турнире он сыграл в матчах против команд Мексики, Уругвая, Доминиканской Республики, США и Бразилии. 

## Достижения
Клубные
 «Коло-Коло»
- Победитель чилийской Примеры (1): 2022
- Обладатель Кубка Чили (3): 2013, 2019, 2021
- Обладатель Суперкубка Чили (1): 2018 (не играл)